# گرانگتسا (شهرستان وارساف وست)
گرانگتسا (به لهستانی:  Granica) یک روستا در لهستان است که در گمینا کامپینوس واقع شده‌است.